# St-Martin (Vareilles)

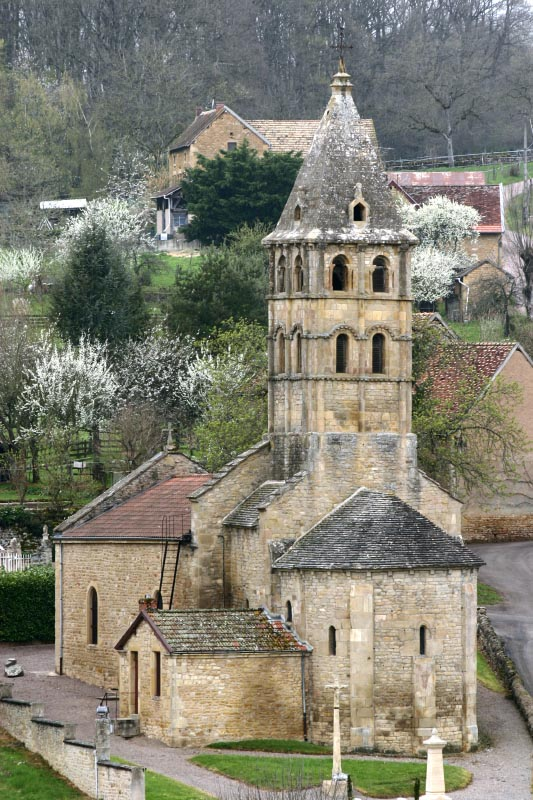
Ansicht der Kirche

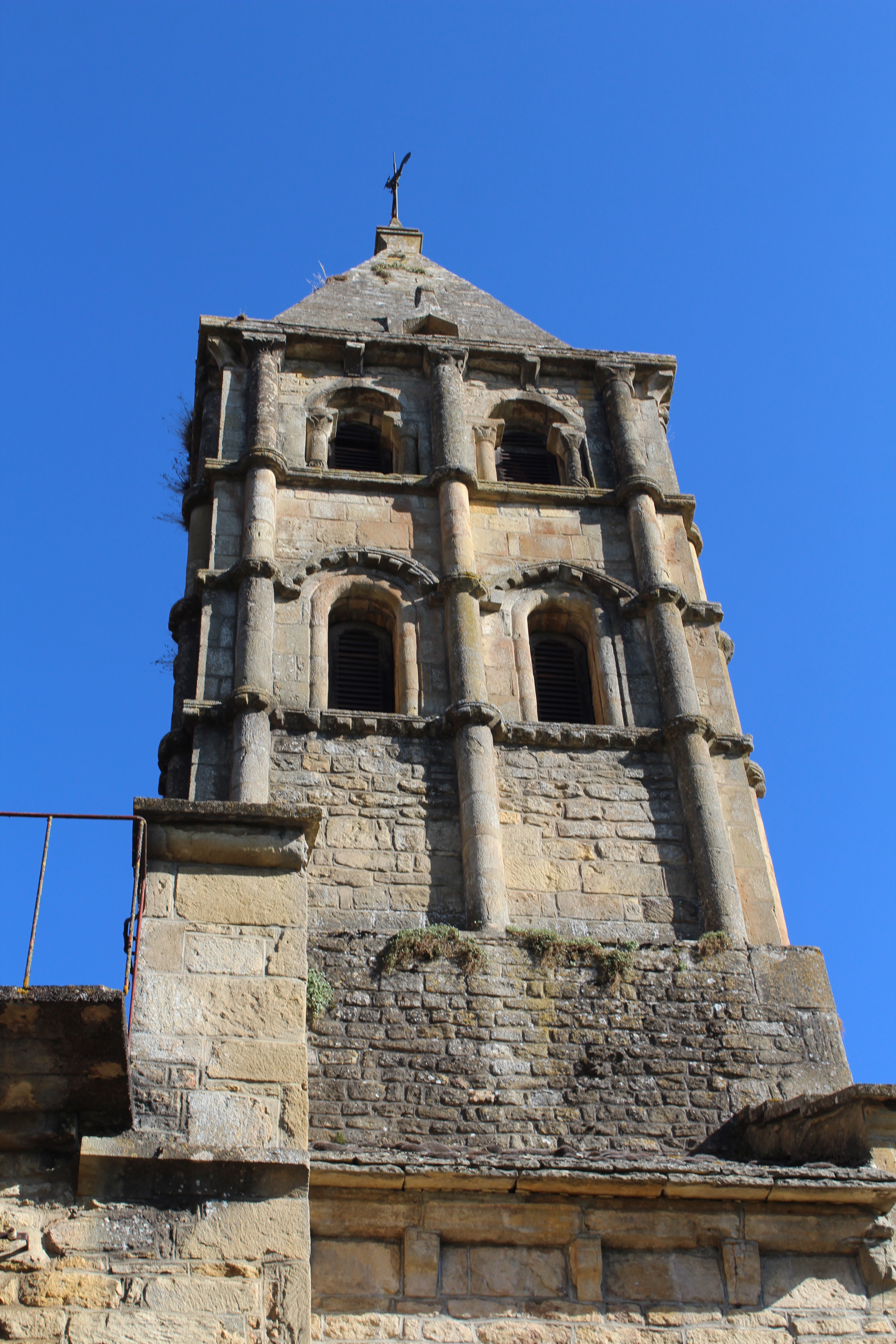
Glockenturm der Kirche

Die Kirche Saint-Martin ist eine romanische Pfarrkirche in der Gemeinde Vareilles im Département Saône-et-Loire in der historischen Region Burgund (Frankreich), die Ende des 10. und Anfang des 11. Jahrhunderts errichtet wurde.

## Geschichte
Die Kirche von Vareilles ist dem heiligen Martin von Tours geweiht. Sie wurde 1176 von Stefan II., Bischof von Autun, dem Kanonikerstift in Aigueperse übertragen. Dieses erhielt die damit verbundenen Pfründen und das Recht, den Pfarrer einzusetzen.

## Architektur
Die Kirche Saint-Martin besitzt einen der schönsten romanischen Glockentürme des Brionnais. Seine drei Geschosse auf quadratischem Grundriss werden von einem steinernen Helm bedeckt. Halbsäulen gliedern alle Seiten.
Die einschiffige Saalkirche wird von einer flachen Holzdecke geschlossen. Der Chor wird von einer oktogonalen Kuppel, die auf Trompen ruht, überspannt und seitlich durch zwei ausgeschrägte Fenster beleuchtet. Die Apsis besitzt eine Kalottenwölbung und hat drei Fenster, deren rundbogige Laibung ebenfalls stark ausgeschrägt ist.